# فرودگاه دیکسی یواس‌اف‌اس
فرودگاه دیکسی یواس‌اف‌اس (به انگلیسی: Dixie USFS Airport) یک فرودگاه همگانی بهره‌برداری هوایی است که یک باند فرود چمن دارد و طول باند آن ۱۳۷۲ متر است. این فرودگاه در کشور ایالات متحده آمریکا قرار دارد و در ارتفاع ۱۵۶۹ متری از سطح دریا واقع شده‌است.